# Scytalopus alvarezlopezi
El churrín de Tatamá (Scytalopus alvarezlopezi), también denominado tapaculo de Alto Pisones, es una especie de ave paseriforme de la familia Rhinocryptidae perteneciente al numeroso género Scytalopus. Es endémico de la pendiente del Pacífico de los Andes de Colombia. Fue recientemente descrito para la ciencia, en 2017.

## Distribución y hábitat
Los registros de especie, principalmente de su canto peculiar, se extienden por la pendiente del Pacífico de los Andes occidentales de Colombia, desde el oeste de Chocó (El Carmen) y el noroeste de Antioquia (parque nacional natural Las Orquídeas) hasta el suroeste de Valle del Cauca (Parque nacional natural Farallones de Cali).
Su hábitat preferido es el denso sotobosque de quebradas de bosques nubosos en altitudes entre 1350 y 1800 m. En su misma área de distribución, por ejemplo en el Cerro Montezuma, pueden ser encontrados otros tres churrines, pero en altitudes diferentes: el churrín del Chocó (S. chocoensis) entre 1300 y 1800 m; el churrín de Nariño (S. vicinior) entre 1750 y 2100 m; y el churrín de Spillmann (S. spillmanni) entre 2100 y 2600 m.

## Descripción
Mide alrededor de 12 cm de longitud y en promedio pesa 25 g. Las partes superiores son negras, ligeramente teñidas de pardo en la rabadilla y las alas, la cola es pardo oscuro. El mentón es gris oscuro pasando a negruzco en el resto de las partes inferiores. Los flancos posteriores, el bajo ábdomen y el criso son ampliamente barrados de rufo oscuro y negro. Posee diez rectrices. El iris es pardo oscuro, el pico es negro, las patas son pardo oscuro.

## Comportamiento

### Alimentación
Se alimenta de artrópodos que captura escarbando en la hojarasca del sotobosque. Aparentemente es más terrestre que sus congéneres, prefiriendo andar y correr a dar vuelos cortos.

### Vocalización
Su canto principal es inconfundible, una serie que parece interminable, como una máquina, de frases cortas compuestas de siete a nueve notas idénticas.

## Estado de conservación
Esta especie todavía no ha sido evaluada por la Unión Internacional para la Conservación de la Naturaleza (UICN). Los autores de la descripción la consideran como casi amenazada o como máximo vulnerable, debido a su limitada zona de distribución y su hábitat restringido a selva intacta; pero debido a que los bosques son continuos y en la mayor parte no amenazados, y a la especie ser localmente común a abundante, no ven razones para preocupaciones mayores.

## Sistemática

### Descripción original
La especie S. alvarezlopezi fue descrita por primera vez por los ornitólogos estadounidense F. Gary Stiles y colombianos Oscar Laverde-R. y Carlos Daniel Cadena,  en 2017 bajo el mismo nombre científico; localidad tipo «Alto de Pisones, 8 km a noreste de Geguadas, municipalidad de Mistrató, Departamento de Risaralda, Colombia (5°25'N, 76°02'O); elevación 1710 m». Holotipo: ICN 31209, macho adulto. A pesar de sospecharse la existencia de una especie no descrita desde 1992, cuando el holotipo fue colectado, y cuyas características morfológicas y vocales poco se asemejaban a otros congéneres, su descripción solo fue posible más de veinte años después, con la colecta de un segundo espécimen (el paratipo).

### Etimología
El nombre genérico masculino «Scytalopus» deriva del griego «skutalē, skutalon»: bastón, palo, garrote, y «pous, podos»: pies; significando «con los pies como  garrotes»; y el nombre de la especie «alvarezlopezi» conmemora al decano de la ornitología colombiana Humberto Álvarez-López.

### Taxonomía
La nueva especie ya fue listada por las clasificaciones del Congreso Ornitológico Internacional (IOC) y Clements Checklist v.2017. El Comité de Clasificación de Sudamérica (SACC) reconoció la nueva especie en la propuesta No 803.